# Zoe Ventoura
Zoe Ventoura (* 20. August 1981 in Perth im australischen Bundesstaat, Western Australia) ist eine australische Schauspielerin.

## Leben
Ventoura wurde am 20. August 1981 in Perth geboren. Ihre Mutter ist eine Tänzerin und Choreografin und war Artistic Director einer Tanzgruppe in Canberra, ihr Vater ist ein Bassist. Aufgrund des Berufs ihrer Mutter kam sie früh mit dem Tanzen in Berührung und erhielt 1996 eine Rolle in einer Episode der Fernsehserie Sweat, in der sie eine Tänzerin darstellte. Dies waren ihre ersten Erfahrungen im Schauspiel. Sie absolvierte das Penrhos College in ihrer Geburtsstadt und erhielt Schauspielunterricht am Lynette Sheldon Actors Studio in Sydney.
Ab 2011 befand sie sich in einer Beziehung mit dem Schauspieler und Fernsehmoderatoren Daniel MacPherson, die sie bei den Dreharbeiten zur Fernsehserie Wild Boys kennenlernte. Im Dezember 2014 folgte die Verlobung, im November 2015 heirateten die beiden an der Sunshine Coast in Queensland. Im Dezember 2019 kam der gemeinsame Sohn zur Welt. Ende 2020 gab das Paar seine Trennung bekannt.

## Karriere
Ab 2005 begann sie ihre Schauspielkarriere durch die Rolle der Adele in zwei Episoden der Fernsehserie Last Man Standing. Im Folgejahr erhielt sie eine Nebenrolle im Horrorfilm See No Evil. 2007 war sie in 13 Episoden der Mini-Serie Kick in der Rolle der Miki Mavros zu sehen. Von 2008 bis 2013 verkörperte sie die Rolle der Melissa Bannon in insgesamt 65 Episoden der Fernsehserie Die Chaosfamilie und wurde dadurch einem breiten Publikum bekannt. Parallel dazu wirkte sie in den zwei Kurzfilmen An Unfinished Romance und Stay Awake mit sowie in zehn Episoden der Fernsehserie Wild Boys in der Rolle der Mary Barrett. Dort lernte sie ihren späteren Mann und Vater ihres Sohnes Daniel MacPherson kennen. In den nächsten Jahren folgten Rollen in Filmproduktionen wie Fatal Honeymoon, Drive Hard, The Osiris Child, Pirates of the Caribbean: Salazars Rache oder More Beautiful for Having Been Broken. 2016 war sie außerdem in der Mini-Serie Hyde & Seek in der Rolle der Sonya Hyde zu sehen. Von 2019 bis 2020 stellte sie in 58 Episoden der Fernsehserie Home and Away die Rolle der Alex Neilson dar, seit 2021 ist sie in der letzten Staffel der Fernsehserie The Heart Guy als Kassie zu sehen.

## Filmografie (Auswahl)
- 1996: Sweat (Fernsehserie, Episode 1x26)
- 2005: Last Man Standing (Fernsehserie, 2 Episoden)
- 2006: See No Evil
- 2007: Kick (Mini-Serie, 13 Episoden)
- 2008–2013: Die Chaosfamilie (Packed to the Rafters, 65 Episoden)
- 2009: An Unfinished Romance (Kurzfilm)
- 2010: Stay Awake (Kurzfilm)
- 2011: Wild Boys (Fernsehserie, 10 Episoden)
- 2012: Fatal Honeymoon (Fernsehfilm)
- 2013: Knockin’ on Doors (Fernsehserie, Episode 1x02)
- 2014: Drive Hard
- 2016: The Osiris Child (Science Fiction Volume One: The Osiris Child)
- 2016: Hyde & Seek (Mini-Serie, 8 Episoden)
- 2017: Pirates of the Caribbean: Salazars Rache (Pirates of the Caribbean: Dead Men Tell No Tales)
- 2017: Love Child (Fernsehserie, Episode 4x09)
- 2018: Underbelly Files: Chopper (Mini-Serie, Episode 1x02)
- 2019: More Beautiful for Having Been Broken
- 2019–2020: Home and Away (Fernsehserie, 58 Episoden)
- 2021: The Heart Guy (Doctor Doctor, Fernsehserie, 2 Episoden)